# Pierre Loti
Pour les articles homonymes, voir Lotti.
Louis-Marie-Julien Viaud dit Pierre Loti, né le 14 janvier 1850 à Rochefort et mort le 10 juin 1923 à Hendaye, est un écrivain, officier de marine et académicien français.
Pierre Loti, dont une grande partie de l'œuvre est d'inspiration autobiographique, s'est nourri de ses voyages pour écrire ses romans, par exemple à Tahiti pour Le Mariage de Loti (Rarahu) (1882), au Sénégal pour Le Roman d'un spahi (1881) ou au Japon pour Madame Chrysanthème (1887). Il a gardé toute sa vie une attirance très forte pour la Turquie, où le fascinait la place de la sensualité : il l'illustre notamment dans Aziyadé (1879), et sa suite Fantôme d'Orient (1892).
Pierre Loti a également exploité l'exotisme régional dans certaines de ses œuvres les plus connues, comme celui de la Bretagne dans le roman Mon frère Yves (1883) ou Pêcheur d'Islande (1886), et du Pays basque dans Ramuntcho (1897).
Membre de l'Académie française à partir de 1891, il meurt en 1923, a droit à des funérailles nationales et est enterré à Saint-Pierre-d'Oléron, sur l'île d'Oléron, dans le jardin d'une maison ayant appartenu à sa famille. Sa maison à Rochefort est devenue un musée. Pierre Loti a été sélectionné quatre fois pour le prix Nobel de littérature, en 1910, 1911, 1912 et 1913.

## Biographie

### Enfance et instruction

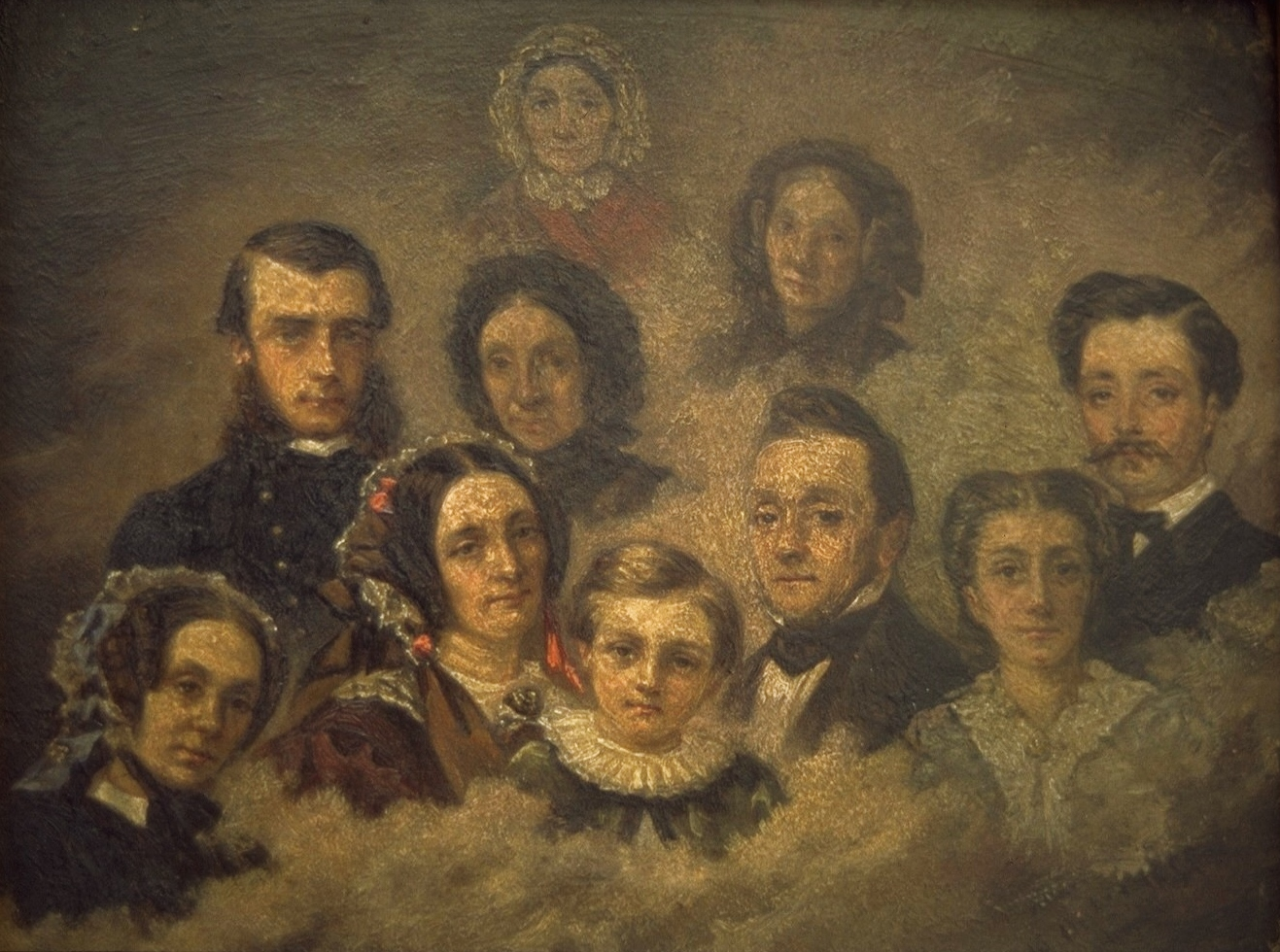
La famille de Julien Viaud (photographie, 1855).

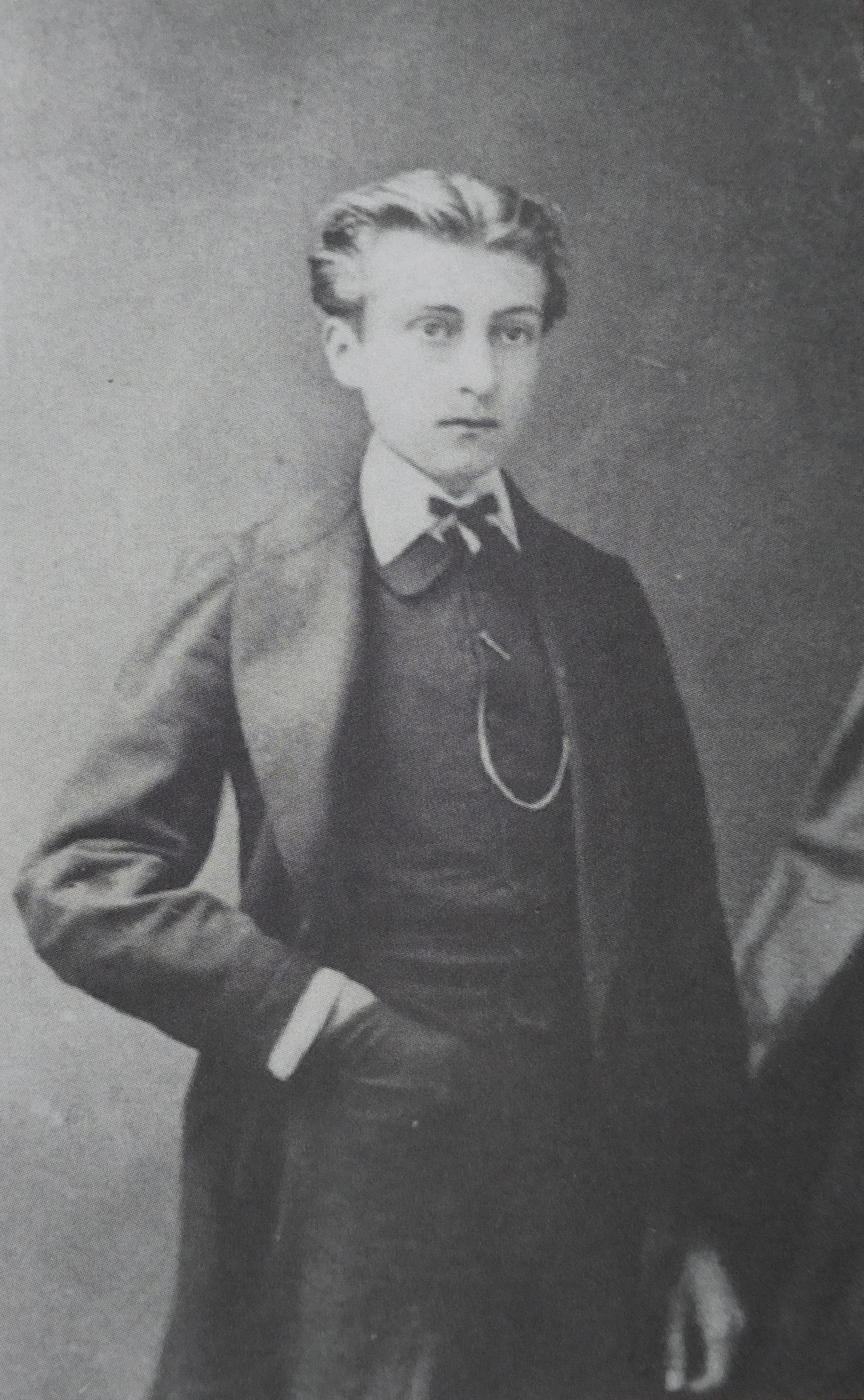
Pierre Loti à 17 ans, étudiant à Paris.

Né le 14 janvier 1850, Julien Viaud est le troisième enfant de Théodore Viaud, homme de lettres, secrétaire en chef et receveur municipal de la mairie de Rochefort, et de Nadine Texier. Sa famille paternelle est catholique, originaire de Lavau-sur-Loire, tandis que sa famille maternelle protestante est ancrée dans l'Ile d'Oléron[réf. nécessaire].
Sa sœur aînée, Marie Viaud, peintre, a dix-neuf ans de plus que lui, son frère Gustave, quatorze. Ses parents le gardent à la maison jusqu'à l'âge de douze ans et assurent son instruction. Sa sœur ainée lui transmettra notamment l'art du dessin et l'apprentissage du journal intime. Ils garderont toute leur vie un lien fort et une correspondance importante, conservée à la Bibliothèque de Rochefort.
En 1862, il entre au collège de Rochefort, où il fait toutes ses études secondaires.
De 1862 à 1864, il passe une partie des vacances d'été chez un cousin, dans le Lot, où il découvre, dans le château de Castelnau-Bretenoux, les traces du passé. C'est de Bretenoux, pendant l'été 1863, qu'il écrit à son frère Gustave, médecin de marine, sa détermination de devenir officier de marine.
Il évoque ses souvenirs dans Le Roman d'un enfant, Prime jeunesse et Journal intime.
Il quitte Rochefort pour aller habiter une maison de Saint-Porchaire (Charente-Maritime) occupée par sa sœur Marie Bon, dessinatrice et peintre de talent, qui le guide dans ses apprentissages. Elle est l'épouse du percepteur de la commune, dont le nom déplaît à Pierre Loti, qui le renommera Fontbruant dans ses ouvrages.
Tout près de là est situé le domaine de La Roche-Courbon, son « château de La Belle au Bois Dormant » — titre d'un de ses livres — alors inhabité, qu'il découvre avec émerveillement, ainsi que sa forêt et ses célèbres grottes, où il aurait découvert le plaisir charnel dans les bras d'une jeune bohémienne.
Le 10 mars 1865, son frère Gustave Viaud, meurt à bord d'un bateau au large de Ceylan. Son corps est ensuite immergé à l'endroit connu des marins sous le nom de Viaud Ridge, une chaîne de montagne sous-marine.
Alors que ses parents destinaient Julien à faire Polytechnique, ils sont ruinés à la suite d'un procès perdu et ils se rabattent sur l'École navale. Julien doit aller à Paris en octobre 1866 pour entrer en classe préparatoire au lycée Napoléon (futur lycée Henri-IV) afin de préparer son concours. En septembre 1867, il figure sur la liste des candidats reçus à l'École navale, publiée par le Moniteur.

### Carrière militaire et littéraire

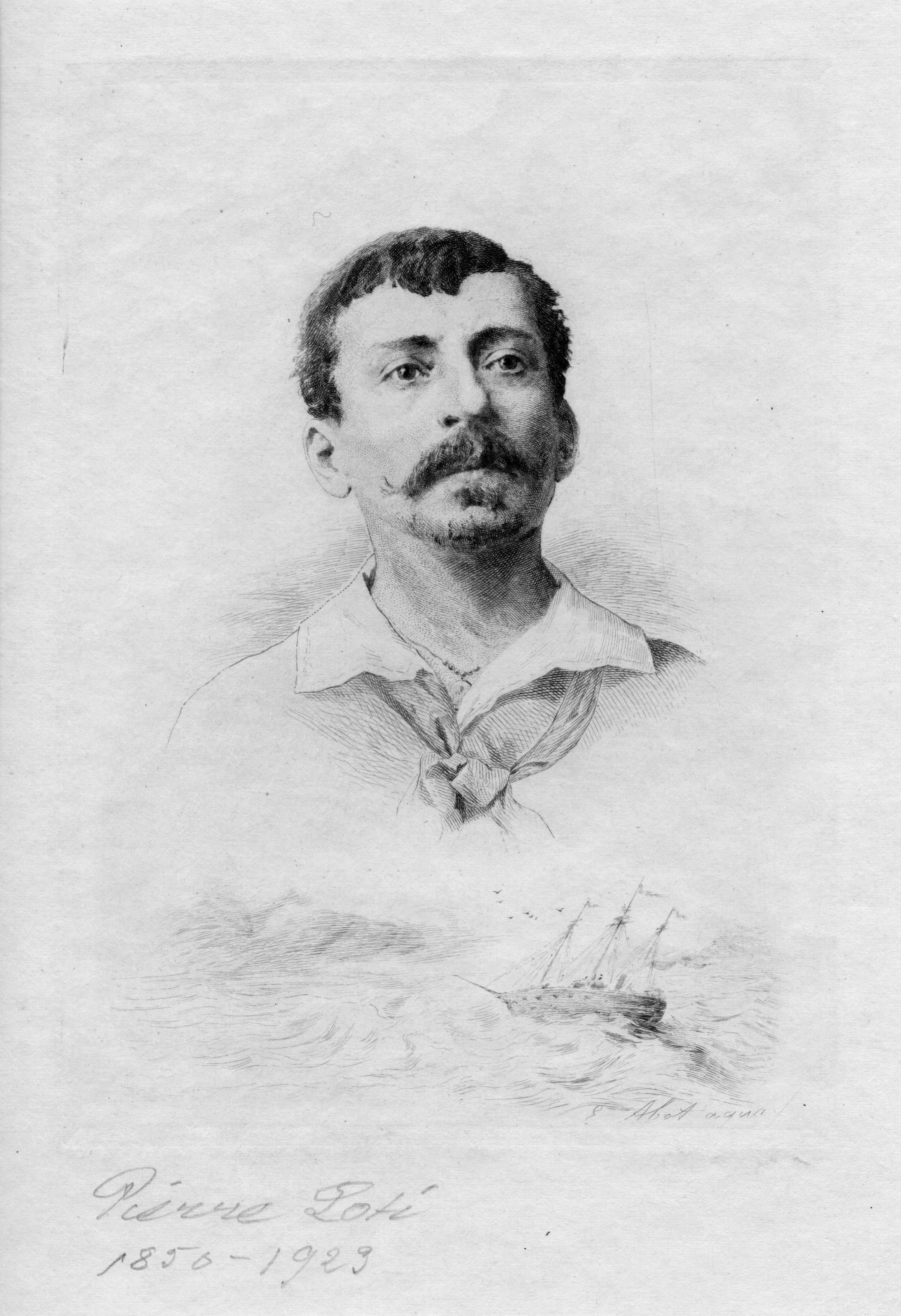
Portrait gravé par Eugène Abot.

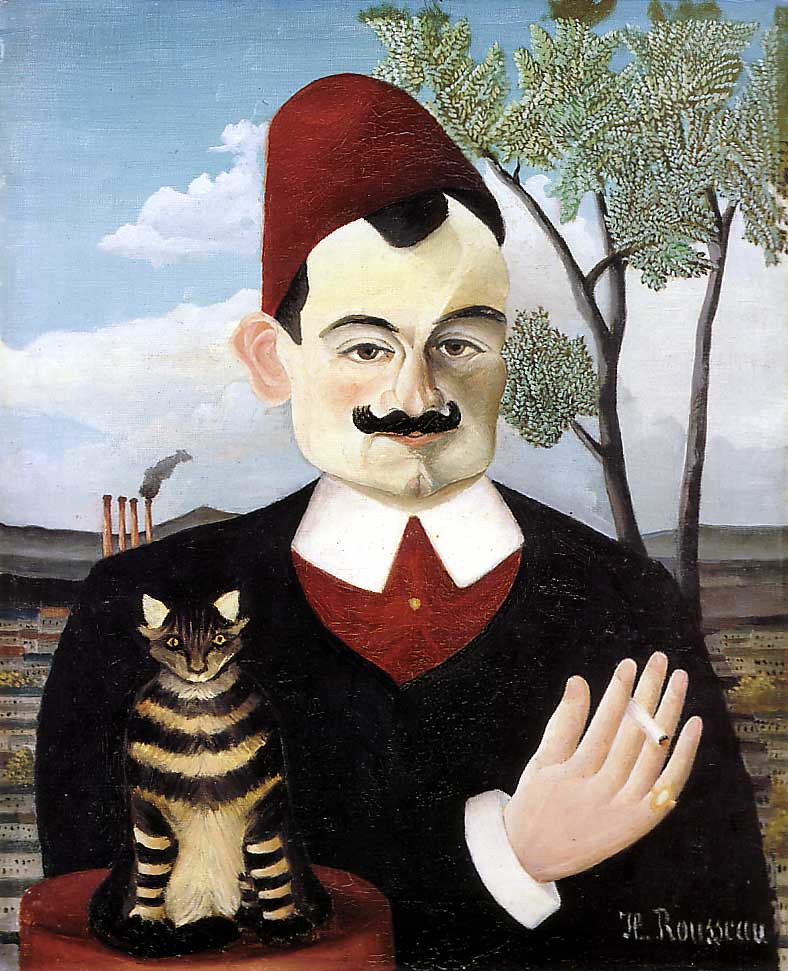
Portrait de Pierre Loti par Henri Rousseau (1891 Kunsthaus, Zurich).

En octobre 1867, il entre à l'École navale et passe cette première année à bord du ponton-école Borda. À la fin de l'année 1869, à bord du bateau-école à hélice Jean-Bart, il découvre Alger puis l'Amérique du Sud. En 1870, son père meurt. La même année, il participe à la guerre contre l'Allemagne, embarqué comme aspirant de première classe sur la corvette à hélice Decrès. Il embarque ensuite sur l'aviso à hélice Vaudreuil, qui fait escale à Dakar (du 8 au 14 juin 1871), avant d'entamer une campagne en Amérique du Sud. C'est à Dakar que Pierre Loti « saisit ses crayons (comme plus tard il saisira sa plume) pour jeter sur son bloc de quoi se souvenir ».
À la fin de l'année 1871, il embarque à Valparaiso sur le navire amiral, la frégate mixte Flore qui fait route vers Tahiti. L'ordre de mission est le suivant : « Rendez-vous à l'île de Pâques, rectifiez-en l'hydrographie incertaine, et rapportez une des statues préhistoriques qu'on dit s'y trouver ».
Il découvre l'île de Pâques, où La Flore fait escale. Au cours de ce séjour il produit un grand nombre de dessins, paysages et portraits ornés de tatouages. Certains de ces dessins sont publiés dans L'Illustration, en août 1872, accompagnant un article L'île de Pâques, journal d'un sous-officier de l'État Major de La Flore, signé Julien Viaud, aspirant de 1re classe.
Il arrive à Tahiti le 29 janvier après un court passage à Nuka Hiva dans les Marquises. La vieille reine Pomaré lui donne le surnom de Loti, du nom d'une fleur tropicale (29 janvier 1872). Tenu à une obligation de réserve du fait de sa qualité d'officier de marine, il n'en fait son nom de plume qu'à partir de 1876. Pendant son séjour, il écrit Le Mariage de Loti. Cet ouvrage constitue le livret de l'opéra de jeunesse de Reynaldo Hahn (1874/1947) sous le titre de L'Île du rêve, créé en 1898 à l'Opéra-Comique à Paris.
À la fin de l'année 1872, il rentre en France avec la Flore avec le grade d'enseigne de vaisseau de deuxième classe.
En juillet 1873, il embarque sur l'aviso à roues Pétrel sur les côtes de l'Afrique occidentale française. Au début de l'année 1874 il est « mis pour emploi » sur l'aviso à roue l′Espadon et rentre en France à son bord en août 1874.
À sa demande, il passe six mois à l'École normale militaire de gymnastique de Joinville (dernier trimestre 1874, premier trimestre 1875). Au printemps 1875, il est affecté sur la frégate cuirassée Couronne.

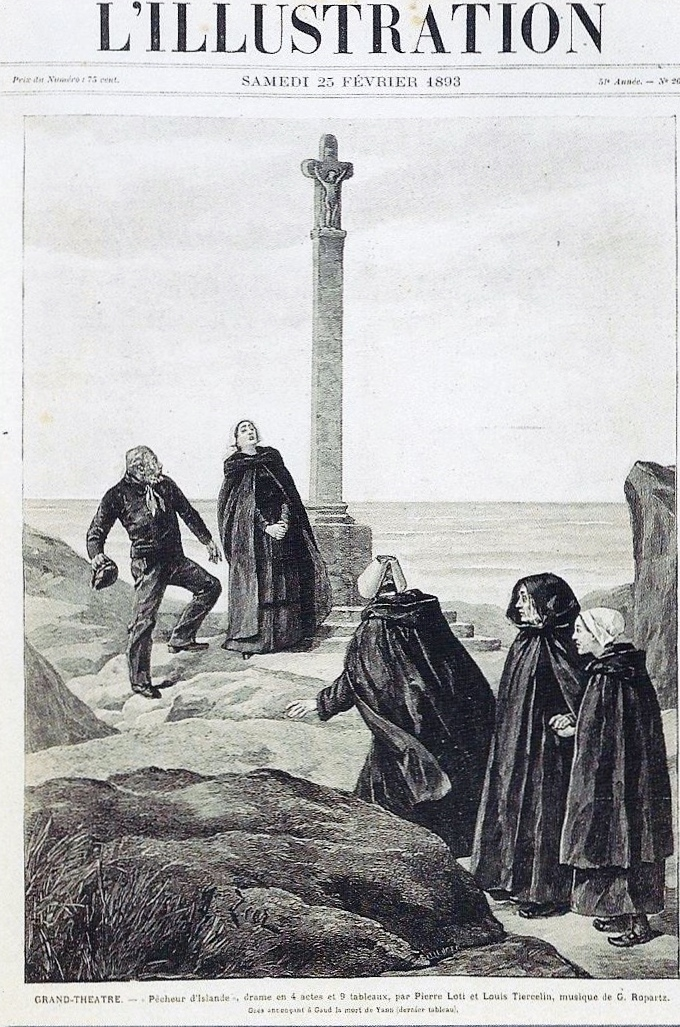
Dessin publié à la une du journal L'Illustration du 25 février 1893 à l'occasion de la reprise de la pièce de théâtre de Pierre Loti Pêcheur d'Islande.

En 1877, lors d'une escale en Turquie, il rencontre Hatice (lire Hatidjé), belle et taciturne odalisque aux yeux verts, avec qui il vivra une très grande histoire d'amour. Hatice était une jeune Circassienne qui appartenait au harem d'un dignitaire turc. Avant le départ de Loti, Hatice confectionna une bague en utilisant ses propres bijoux et l'offrit à son amant. Sur la base de son journal, en 1879, il écrit Aziyadé, où il transforme certains détails, le livre se terminant par la mort des deux amants.
Plus tard, lorsque Pierre Loti revint à Constantinople, il se lança à la recherche de sa bien-aimée, et découvrit qu'elle serait morte à la suite de son chagrin et de l'ostracisme occasionné par son adultère. En 1892, il écrit Fantôme d'Orient, extrait du journal de ce retour qu'il lui dédiera.
En 1881, il est promu lieutenant de vaisseau et publie son premier roman signé « Pierre Loti », Le Roman d’un spahi.
Du 1er avril 1880 au 25 février 1881, il embarque sur le Friedland en mer Adriatique, et y écrit Pasquala Ivanovitch et autres pages monténégrines, roman autobiographique.
En 1883 paraît le roman Mon frère Yves dans lequel il décrit notamment sa vie à Rosporden où il séjourne à plusieurs reprises chez un ami, Pierre Le Cor. Il participe à la campagne du Tonkin à bord de la corvette cuirassée Atalante, partie de Brest le 2 juin. Il publie le récit, heure par heure, de la prise de Hué dans Trois Journées de guerre en Annam, texte qui paraît dans les colonnes du Figaro. Loti est alors mis en disponibilité par le gouvernement de Jules Ferry qui lui reproche de dénoncer la férocité et la cruauté dont font preuve les soldats français. Le 28 avril, Julien Viaud prend passage sur le paquebot Château-Yquem à destination des îles Pescadores, qu'il quittera le 5 juillet.
Il embarque en 1885 à bord de la corvette cuirassée Triomphante dans l'escadre de l'amiral Courbet. Le 7 décembre 1885, la Triomphante regagne la France pour y être désarmée dans le port de Toulon. Pierre Loti assiste à la fin de la campagne de Chine puis séjourne au Japon, ce qui lui fournit la matière pour écrire Madame Chrysanthème.
En 1886, Pierre Loti publie son deuxième grand succès, Pêcheur d'Islande.
Deux fois, entre 1892 et 1898, avec une coupure de trois ans de service à terre à la Préfecture maritime de Rochefort, le lieutenant de vaisseau Viaud commande la canonnière Javelot, stationnaire de la Bidassoa à Hendaye, où il achète une propriété. Il s'attache profondément au Pays basque qui lui inspire son roman Ramuntcho.
En avril 1898, il est capitaine de corvette et fait l'objet, avec une vingtaine d'autres officiers supérieurs dont Savorgnan de Brazza, d'un « dégagement des cadres » et se trouve mis d'office à la retraite avec le grade de capitaine de frégate de réserve. Il dépose un recours au Conseil d'état qui lui donne raison et la décision ministérielle est annulée.
Après une mission aux Indes et en Perse pour le compte du ministère des affaires étrangères, il embarque sur Le Redoutable, à bord duquel il participe à la guerre des Boxers en Chine. Il fait un nouveau séjour au Japon puis en Indochine, où il visite les ruines d'Angkor.

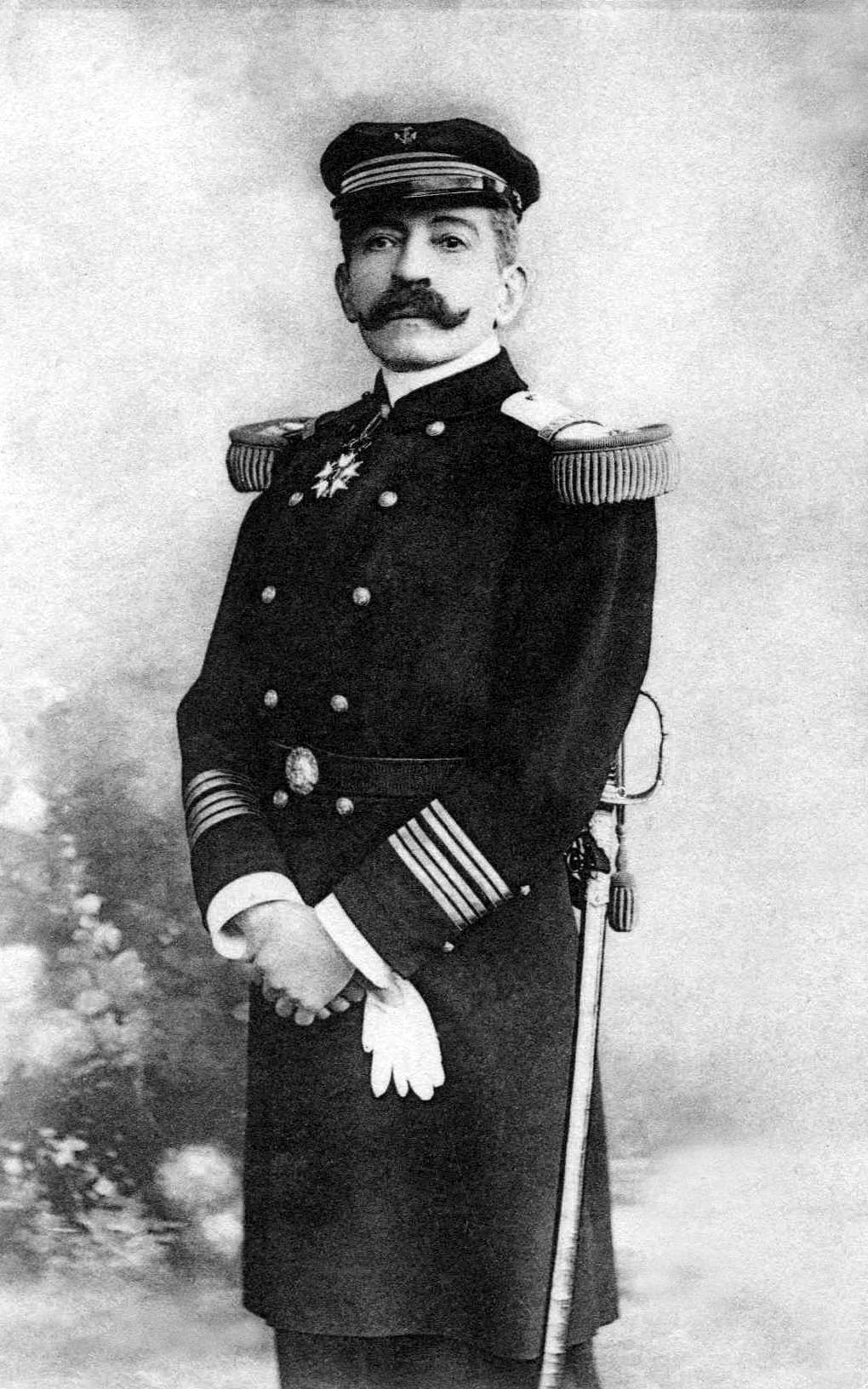
Pierre Loti, capitaine de vaisseau.

De 1903 à 1905, il commande le croiseur-torpilleur (anciennement aviso-torpilleur) Vautour, bâtiment stationnaire à Constantinople. Il a sous ses ordres l'enseigne de vaisseau Claude Farrère. Il écrit en 1906 le roman sur les harems turcs, Les Désenchantées. Ce roman se fonde, comme souvent dans l'œuvre de Loti, sur une rencontre réelle faite par l'auteur – cette fois avec trois jeunes femmes turques. Mais une de ces femmes était en réalité une journaliste et féministe française. Cette supercherie a été révélée après la mort de Loti.
Le 26 août 1906, il est promu capitaine de vaisseau et effectue encore une mission en Égypte.
En novembre 1909, il est admis à faire valoir ses droits à la retraite le 14 janvier suivant, il réunit en effet 40 ans de services dont 20 à la mer.
Il a 64 ans en 1914 quand commence le premier conflit mondial avec l'Allemagne. Il veut reprendre du service, mais la marine nationale refuse de le réintégrer. Il s'engage dans l'armée de terre avec le grade de colonel. Il est successivement affecté à l'état-major du gouverneur général de Paris, le général Gallieni, puis aux états majors du groupe des armées du Centre et du groupe des armées de l'Est. Il est envoyé en mission de conseiller auprès du quartier général de l'armée italienne, en lutte contre l'Empire austro-hongrois allié des Allemands. Le 31 mai 1918, il est démobilisé pour raison de santé.

### Mariages et vie amoureuse

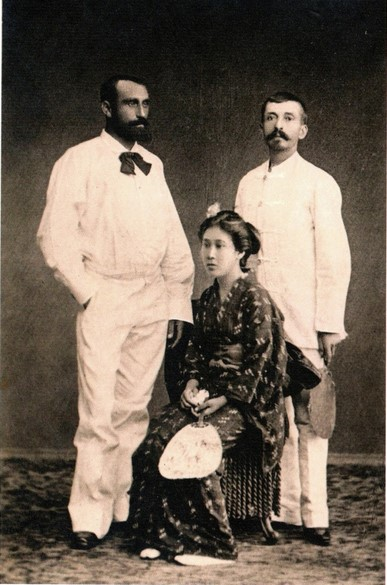
Pierre Loti (à droite) et son « frère Yves » avec Madame Chrysanthème. Collection Maison de Pierre Loti, Rochefort.

Le 9 juillet 1885, dès son arrivée à Nagasaki, Loti épouse par contrat d'un mois renouvelable une jeune Japonaise de 18 ans, Okané-San baptisée Kikou-San (Madame Chrysanthème). Le 12 août, âgé de 35 ans, il quitte Nagasaki. Ce mariage auquel les parents ont donné leur consentement a été arrangé par un agent et enregistré par la police locale. Il ne dure que le temps du séjour et la jeune fille peut par la suite se marier avec un Japonais. Cette pratique est alors courante au Japon, telle une expérience pittoresque immanquable pour les visiteurs, sans prise en compte du vécu des femmes impliquées. Dans son roman fortement autobiographique, le personnage choisit sa femme avec la peau particulièrement « jaune », et la décrit régulièrement comme un objet exotique : « Elle est très décorative », « je l'ai prise pour me distraire », c'est une « poupée d'étagère et rien de plus ».
Le 21 octobre 1886, il épouse Jeanne-Amélie-Blanche Franc de Ferrière (1859-1940), d'une famille de notables bordelais : « Elle se tenait dans un clair salon Louis XVI, charmante en ses robes harmonieuses, sa douce dignité » (Jacques Chardonne).
En 1887, elle met au monde un enfant mort-né, fait une forte poussée de fièvre qui la laisse à moitié sourde, puis, le 17 mars 1889, elle donne à Loti son seul fils légitime, Samuel Loti-Viaud dit Sam Viaud, qui, se promenant à cinq ans avec sa bonne au jardin public de Rochefort, répondit à une dame : « Je m'appelle Samuel Viaud et un peu Loti… »
« Au retour de ses voyages, Pierre Loti rentrait dans la maison de Rochefort où l'attendaient des êtres ardents et silencieux, des femmes actives qui s'obstinaient à retenir le passé » (Chardonne).

### La gloire

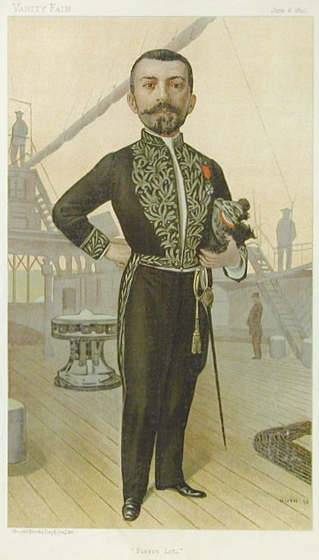
Pierre Loti caricaturé par Jean-Baptiste Guth pour Vanity Fair (1895).

Le 21 mai 1891, à 41 ans, il est élu à l'Académie française au fauteuil 13, au sixième tour de scrutin par 18 voix sur 35 votants contre Émile Zola en remplacement d'Octave Feuillet.
Candidat retenu par son service, il fut dispensé des traditionnelles visites à ses futurs pairs et fut reçu le 7 avril 1892 par Alfred Mézières.
« La société de Rochefort était extrêmement fière de posséder en ses murs Pierre Loti. Il était, depuis peu, de l'Académie française, malgré certaines réticences de la docte assemblée. Les jeunes filles étaient folles de ses romans et portaient, à leur cou, dans un médaillon en forme de cœur, (son) nom gravé […]. Les dames qui fréquentaient Mme Viaud faisaient fi des rumeurs malveillantes. Elles avaient permis à leurs filles de lire Pêcheur d'Islande qui les avaient mises en larmes, mais faisaient des réserves pour certains romans tels Mon Frère Yves et Matelot qui, disaient-elles, n'étaient pas pour les jeunes filles. Celles-ci le lisaient en cachette et cherchaient en vain ce qui leur valait un tel ostracisme. Elles ne voyaient là que l'amour du prochain aux personnes d'un niveau social inférieur […]. C'est d'ailleurs pour cette raison hypocrite que Loti fut admis par les académiciens. » (Journal de l'abbé Mugnier.)
A la date du 6 avril 1892 dans son Journal, l'abbé Mugnier note : " Pierre Loti reçu à l'Académie française. Son discours a été un "je" perpétuel. Mais que ce talent me sourit ! Je n'adore que la gloire littéraire et tout le reste pour moi n'est rien."

### Une «seconde famille» au Pays basque

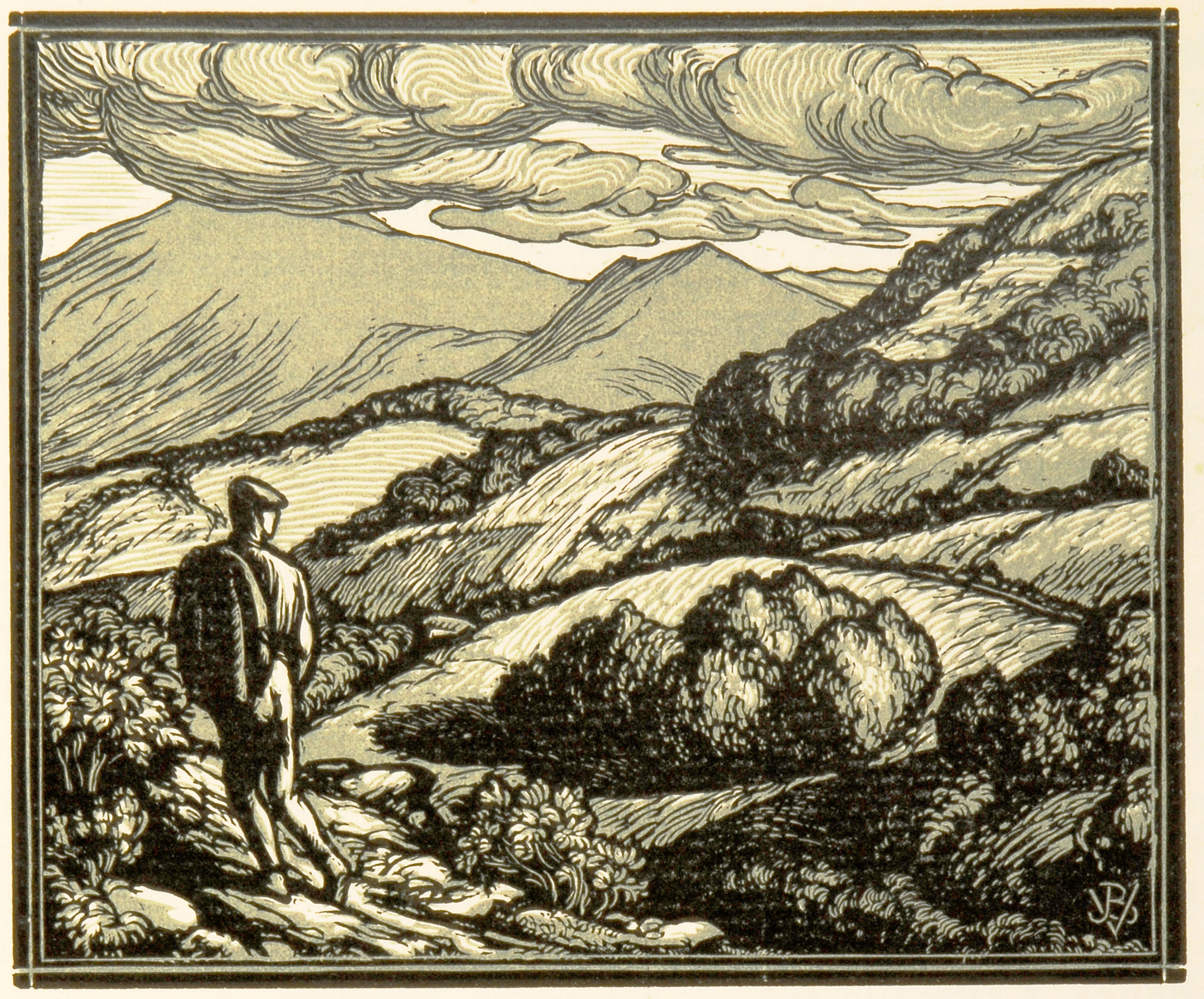
Ramuntcho contrebandier, gravure de J. B. Vettiner.

En 1894, il rencontre à Hendaye Juana Josefa Cruz Gainza (1867-1949) dite « Crucita », jeune femme d'origine basque qui devient sa maîtresse.
Il loue alors à Hendaye la villa Bakhar Etxea, dite « la maison solitaire », que Crucita n'habite jamais car dès la conclusion de son « contrat » avec Loti, il l'emmène à Rochefort et l'installe dans une maison des faubourgs de la ville.
Elle lui donne quatre fils non reconnus :
- Raymond, né dans la nuit du 29 au 30 juin 1895 et mort en 1926, dit « Ramuntcho », qui épouse le 3 janvier 1921 Denise-Marie-Zélia Boulleau (1902-1926) ; on peut voir en ce fils l'inspiration pour le roman du même nom Ramuntcho.
- Alphonse-Lucien (13 décembre 1897-1er décembre 1975), dit Edmond ou Édouard, qui épouse le 1er juin 1924 Jeanne Georgette Barets, avec qui il a deux filles.
- Charles-Fernand (20 janvier 1900-15 février 1901), dit « Léo »
- André (30 novembre 1920) mort-né ; Loti a alors 70 ans.

La même année, il effectue un voyage en Terre sainte, voyage qu’il relate dès 1894-1895 dans une trilogie formée des textes suivants : « Le désert », « Jérusalem » et « La Galilée ».
En 1896, sa mère, Nadine Texier-Viaud, meurt. En avril 1899 Pierre Loti achète, « autant pour les souvenirs d'enfance que pour toute la symbolique qui s'attache au passé protestant de la famille et aux persécutions religieuses vécues par certains membres de celle-ci au XVIIe siècle », la vieille maison familiale qu'il baptisa « la maison des Aïeules » – ses tantes – dans l'île d'Oléron, et dans le jardin de laquelle il se fait inhumer 25 ans plus tard, dans la simplicité traditionnelle des obsèques protestantes. Ce logis bourgeois de 1739 devient alors un lieu littéraire puisque ce fut le décor de sa pièce Judith Renaudin, jouée en 1899 au théâtre Antoine à Paris, et il le cite souvent dans ses ouvrages.
« En ce temps-là dans la paix bourgeoise du vieux logis […], j'avais par avance l'indestructible intuition de ce que me réservait la vie : héros de roman dont le nom ferait rêver les femmes de tous les pays » (Journal).

### Fin de vie

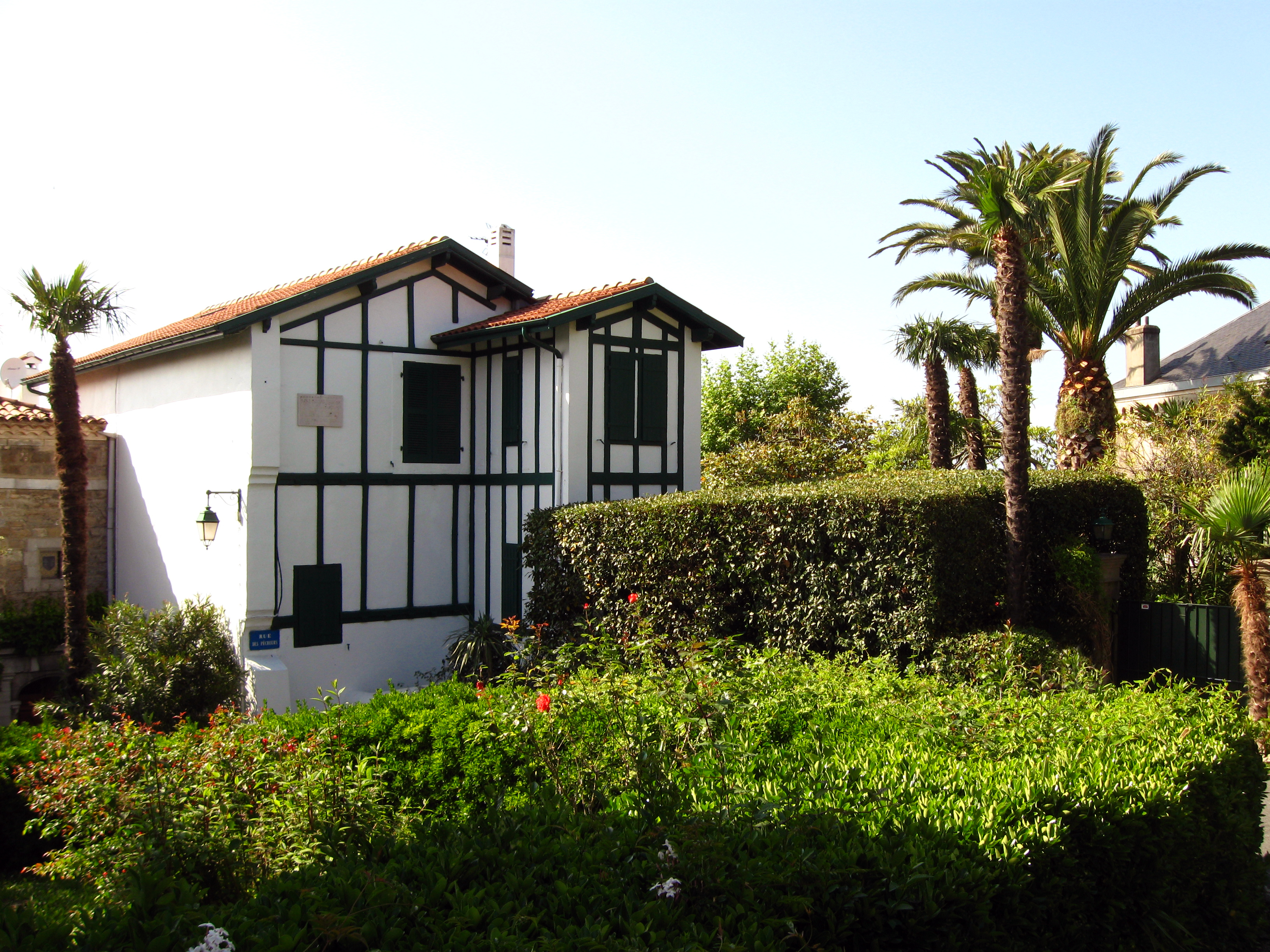
Maison de Pierre Loti à Hendaye, (rue des Pêcheurs).

Entre 1900 et 1902, il est mis en retraite puis réintégré dans la Marine (après s'être pourvu en Conseil d'État) pour laquelle il séjourne en Asie, ce qui va lui permettre d'écrire Les Derniers Jours de Pékin (1902) après avoir participé en tant qu'officier de marine à la répression sanglante par les forces alliées de la révolte des Boxers et L’Inde sans les Anglais (1903). À partir de cette même année, il séjourne vingt mois à nouveau à Constantinople chargée d'Orient, « la ville unique au monde », pour préparer Vers Ispahan (1904).
En 1910, il séjourne à Constantinople et appuie la candidature à l'Académie française de l'historien moderniste Louis Duchesne élu au fauteuil 36. En 1913, de retour à Constantinople, il lutte contre le démantèlement de l’Empire ottoman voulu par les puissances occidentales et publie La Turquie agonisante.
Il collabore à La Bonne Chanson, Revue du foyer, littéraire et musicale, dirigée par Théodore Botrel.
On cite cette anecdote : devant écrire à Victorien Sardou (qu'il n'aimait pas), il adressa la lettre à « Victorien Sardi, Marlou-le-Roi ». Comme il avait fait suivre sa signature de la mention de son grade, il reçut en réponse une carte libellée de ces mots : « à Monsieur Pierre Loto, capitaine de vessie ».

#### «Ami du patrimoine»

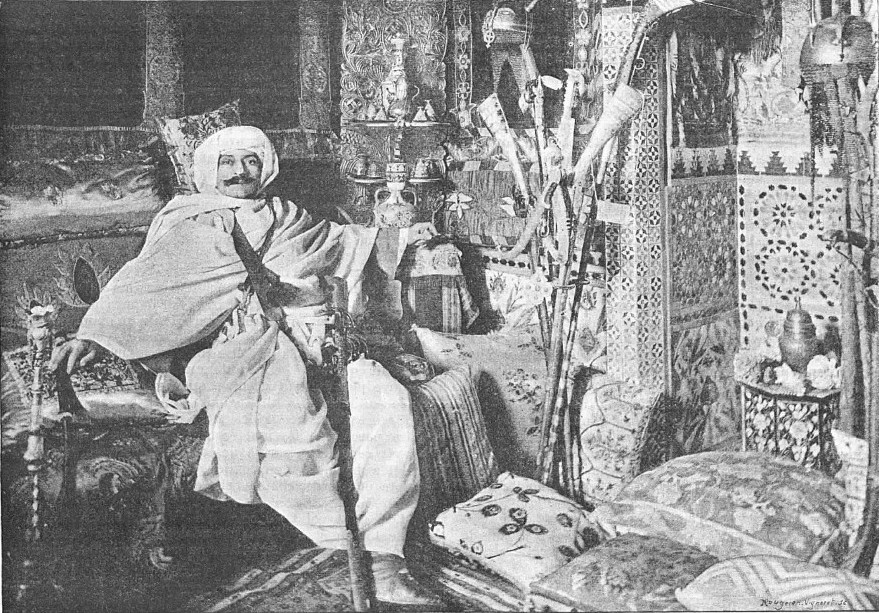
Pierre Loti chez lui dans la salle turque par Dornac.

Vers 1905, il alerte le secrétaire d'État aux Beaux-Arts et l'opinion publique, par un célèbre article du Figaro du 21 octobre 1908, sur la vente prochaine pour indivision du domaine de La Roche-Courbon, auquel le lient des souvenirs de jeunesse, et sur la probable disparition de la très ancienne forêt qui l'entoure, dont on veut tirer du charbon de bois…
Il est entendu seulement en 1920, trois ans avant sa mort, par l'industriel rochefortais Paul Chènereau (1869-1967), qui acquiert ce domaine en société avec l'aide financière de son père et son frère, en entreprend la restauration, le remeuble de pièces anciennes, et confie au paysagiste Paul Duprat, disciple du célèbre Henri Duchêne, la création de nouveaux jardins « à la française » inspirés d'un tableau de Jan Hackaert retrouvé dans le grenier d'un logis des environs ; le domaine, resté aux mains de ses descendants, est devenu un des principaux sites touristiques de la région.

#### Mort et testament
Atteint d'hémiplégie en 1921, il meurt à 73 ans, le 10 juin 1923 à Hendaye. Après des funérailles nationales, il est enterré dans le jardin de la « maison des Aïeules » à Saint-Pierre-d'Oléron. Cette vieille maison insulaire, à la demande de ses descendants qui y conservent une partie des collections familiales, peintures et objets, a fait l'objet d'une mesure de protection au titre des Monuments historiques sur avis favorable de la commission régionale du Patrimoine et des Sites du 3 octobre 2006.

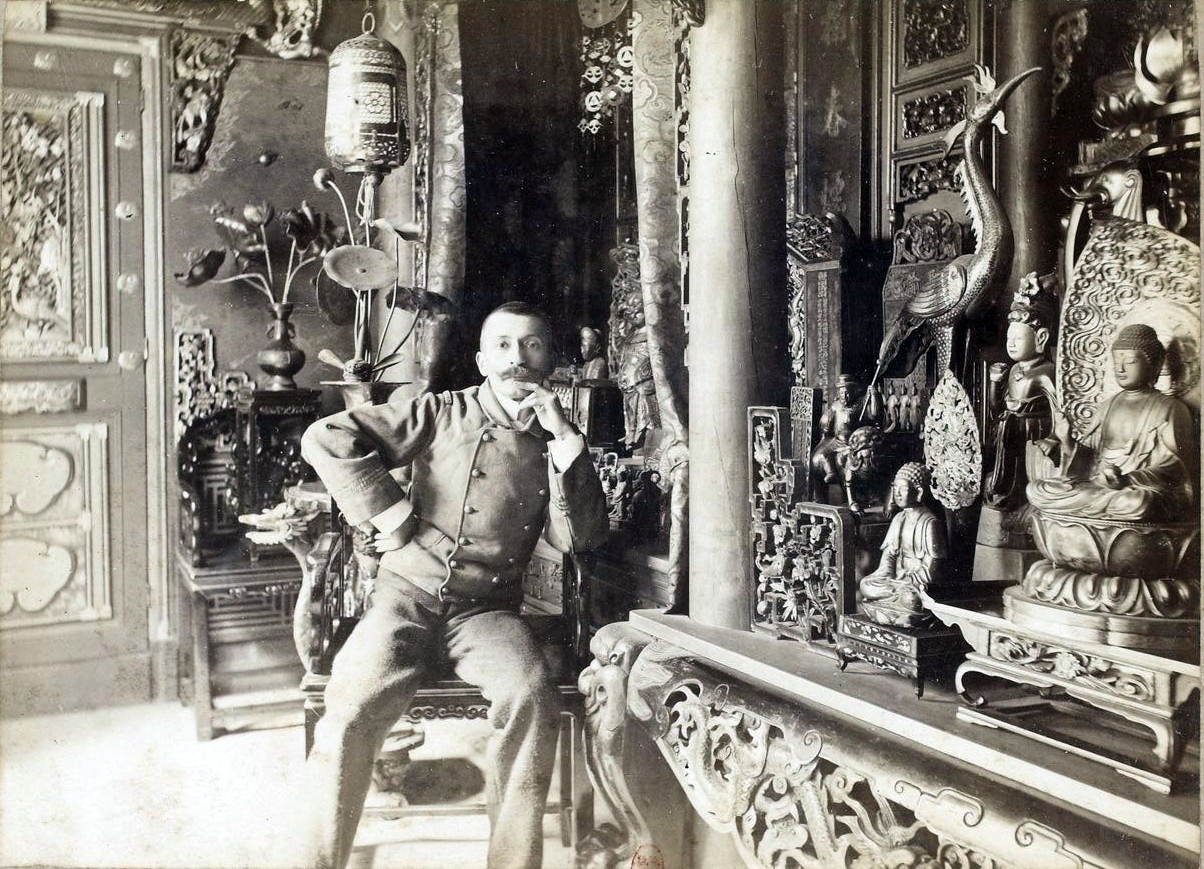
Pierre Loti chez lui dans la pagode par Dornac.

Des fragments (1867-1878) de son Journal, préparés de son vivant, furent publiés après sa mort, en 1923, en collaboration avec son fils Samuel sous le titre Un jeune officier pauvre par Calmann-Lévy, qui édita, en 1925 et 1929, deux autres tomes (1878-1881 et 1882-1885) du Journal intime également élaborés par son fils.
Loti prit ses dispositions pour que cette partie essentielle de lui-même soit préservée des mauvaises curiosités : « Léo te fera voir où se tient le journal de ma vie. En cas d'aventure, je te le confie, mais emporte-le au plus vite de la maison. » (Lettre à sa nièce Ninette, mars 1889)
« j'ai écrit dans mon testament que je désirais qu'il ne fût ouvert qu'une trentaine d'années après ma mort, c'est-à-dire que tu devras le toucher sans y jeter les yeux. […] Tout le journal intime de ma vie pour lequel j'ai donné des instructions spéciales à Samuel et à mes amis M. et Mme Louis Barthou. » (Lettre à son épouse, vers 1906.)
Des éléments en furent perdus, prêtés sans retour, ou donnés ; Loti revoit son Journal en 1919, supprimant ou rendant illisibles certains passages, comme après lui son fils ou sa belle-fille.
Il fut un temps vice-roi de l'île des Faisans. Un monument à sa mémoire, réalisé par le statuaire Philippe Besnard, a été érigé à Papeete.

### Descendance légitime
Samuel Loti-Viaud épouse Elsie Charlier (morte en 1980), ils ont deux enfants :
- Pierre Pierre-Loti Viaud, né le 30 juin 1921, mort en novembre 1993 ; il épouse le 14 août 1947 Christiane Petitat avec qui il a trois enfants :
  - Clarisse Pierre-Loti Viaud, née le 31 juillet 1948, médecin ;
  - Philippe Pierre-Loti Viaud, né le 11 novembre 1954 et mort en mai 2013[29];
  - Jean-Charles Pierre-Loti Viaud, né le 3 avril 1958 (décédé).
- Jacques Pierre-Loti Viaud, né le 21 juillet 1926, mort en novembre 2015, peintre sous le pseudonyme de « Jacques-Loti ». En 1952, il épouse Monique Thomas, avec qui il a cinq enfants :
  - Pierre-Yves Pierre-Loti Viaud, né en 1954, épouse le 11 juillet 1981 Anne-Marie Tillies ;
  - Blanche Pierre-Loti Viaud, née en 1956, épouse le 28 février 1981 Serge Dumas ;
  - Daniel Pierre-Loti Viaud, né le 3 mars 1957 ;
  - Alain Pierre-Loti Viaud, né le 30 juillet 1958 ;
  - Muriel Pierre-Loti Viaud, née en 1962;
- Jacques se remarie ensuite avec Jocelyne avec laquelle il a une fille : Amandine Pierre-Loti Viaud, née le 27 novembre 1978.

Une photographie par Loti de son fils âgé de dix ans assis sur les genoux d'un serviteur à Hendaye en 1899 (coll. du Musée municipal-Maison de Pierre Loti à Rochefort) a été publiée dans Photo - Spécial Amateurs célèbres, no 152 - mai 1980.

### Aux origines des Viaud
Jean Viaud, l'arrière-grand-père de Pierre Loti, est né le 16 novembre 1740 à la Durandais à Lavau. Il est né posthume de Pierre Viaud, décédé le 25 septembre à la Durandais et de Perrine Ménard née à Bouvron le 6 décembre 1694 et décédée à Lavau le 1er octobre 1756. Jean Viaud quitte Lavau, petit port sur l'estuaire de la Loire, pour Rochefort. Il est charpentier lorsqu'il se marie le 21 janvier 1772 en la paroisse Notre-Dame hors les murs de Rochefort avec Marie Anne Pesnot ca 1734-1785.
Perrine Ménard est la fille de Cosme Ménard, originaire de Lavau et de Marie Davy 1664-1715, issue d'une vieille famille de Bouvron qui a donné son nom au toponyme l'Hostel Davy. Ce toponyme désigne le secteur sud-ouest du village des Aulnais.

## Distinctions
- Grand-croix de la Légion d'honneur par décret du 29 décembre 1921[31]
  -  Grand officier de la Légion d'honneur par décret du 16 janvier 1914[16]
  -  Commandeur de la Légion d'honneur par décret du 1er aout 1910
  -  Officier de la Légion d'honneur par décret du 16 avril 1898
  -  Chevalier de la Légion d'honneur par décret du 1er juillet 1887
- Commandeur de l'ordre de François-Joseph (Autriche-Hongrie)

## Témoignages de contemporains
- Vers 1890, à une réception des Boutelleau à Barbezieux (Charente) :

« Un jour il m'a amené à la gare chercher Pierre Loti qui venait pour un bal ; nous l'avons aperçu dans son compartiment de troisième classe, causant avec ses voisins, car il aimait le peuple. Le soir, il ne parla à personne, et se tint debout sous un palmier du salon, gonflant sa poitrine couverte de médailles. Le lendemain matin, il disparut à l'aube, et on trouva son lit parsemé de violettes. »
— Jacques Chardonne, L'Amour du prochain
- À la date du 1er avril 1892 :

« Lorrain m'apporte un journal illustré où Pierre Loti, “le nouvel académicien”, est représenté “dans son habitation de Rochefort” en Algérien de mardi gras, dans un intérieur alhambresque, ressemblant à l'ancienne salle à manger du restaurant Peters. Quelle cervelle de chienlit a cet écrivain de talent ! »
— - Edmond de Goncourt, Journal
- Vu en janvier 1894 par une admiratrice charentaise de 22 ans :

« vendredi dernier, j'eus l'heur de voir Pierre Loti pour la première fois ! La rencontre s'est opérée chez lui-même et je connais enfin ce maigre grand homme qui, à son grand désespoir, est toujours un homme fort petit malgré ses hauts talons (…). Ce qui m'a paru le plus curieux toutefois ce n'est pas l'académicien en habit noir (hélas il est tout simplement comme un autre !) mais sa maison est réellement originale […]. Les jeunes filles, pendant la soirée, se tiennent sur une galerie qui donne dans la pièce (la salle Moyen Âge) et d'où l'on voit et entend la voix de Pierre Loti qui n'est ni très forte ni très jolie mais qui n'est pas désagréable […]. Il a acheté la maison de la rue Thiers qui communique avec la sienne et y a installé tout un appartement saintongeais. Il a inauguré cet appartement par une fête très jolie, saintongeaise bien entendu (…). Ce soir ce sera la dernière (réunion) car l'académicien part dans quelques jours pour l'Orient : Égypte, Palestine, Turquie. Espérons qu'il rapportera encore un joli ouvrage. »
— Suzanne Gorron, Lettre du 19 janvier 1894
- Fin décembre 1911, dans une lettre, Marcel Proust rapporte à Reynaldo Hahn un propos d'Edmond de Goncourt, lors d'un dîner donné par Léon Daudet en présence de Pierre Loti : "Hier chez Daudet, vient Loti l'auteur du charmant Mariage de Loti, un marin timide et qui à une question que Daudet lui jette s'il a déjà eu des marins dans sa famille répond d'une voix douce et comme une chose toute naturelle : "Oui mon grand-père qui a été mangé sur le Radeau de la Méduse[35]."
- En juillet 1913, déjeunant chez la princesse Alice de Monaco dans son château du Haut-Buisson (Sarthe) :

« Loti avait la figure fardée de rose et portait pour se grandir des talons échasses. Dans son étrange visage luisaient des yeux admirables couleur d'aigue-marine, d'une profondeur mystérieuse voilée d'inquiétude. Ce regard lointain, comme perdu dans un rêve, était troublant. Il parlait peu, mais quand il narrait, il le faisait avec la poésie colorée, inimitable qui rappelait ses livres prestigieux dont le charme appartient à l'éternité. »
— Gabriel-Louis Pringué, 30 ans de dîners en ville
- Vers 1920, il se rend en audience chez Georges Clemenceau, qui avait refusé de le revoir alors que l'écrivain était au zénith de sa gloire ; mais pendant la guerre de 1914-1918, Loti « avait empoigné le tambour et l'olifant, sonné la charge, magnifié les poilus, et encensé Clemenceau auquel il écrivait des lettres-fleuve ». Le « Père-La-Victoire » voulut bien le recevoir dans sa villégiature estivale de Saint-Vincent-sur-Jard (Vendée). Loti était venu demander la Légion d'honneur pour un grand-oncle de 94 ans, ancien cavalier blessé à Reichshoffen. « Le Tigre » qui, selon son expression, n'aimait pas les tatas, le traita avec son ironie mordante coutumière… Son valet de chambre, Albert Boulin, a décrit ainsi l'illustre visiteur :

« Un petit homme noir et blanc en pelisse et casquette d'automobiliste […] ôta son dolman et découvrit une vareuse très collante constellée de décorations […] J'imaginais un marin de haut bord et non ce petit homme fardé, poudré, frisé, les lèvres peintes et les oreilles trouées d'anneaux d'or, au parfum violent de Patchouli, benjoin et poudre de riz. Les paupières étaient passées au khôl […] ce vieux monsieur déguisé en cocotte […] au sourire ambigu. En dépit de son déguisement, il émanait de lui, à part le vétiver, un charme indéfinissable. »
— Gilbert Prouteau, Le Dernier Défi de Georges Clemenceau
- Chardonne, autre écrivain charentais qui participa le 3 mai 1966 à une émission sur Loti, eut sur lui ce mot qui peut résumer son existence : « Il n'était à l'aise ni dans la vie, ni dans la gloire. »

## Analyse

### Loti et l'homosexualité
Analysant son Journal intime, Nicolas Bauche souligne « un désir de cacher ses amitiés masculines avec Joseph Bernard et Pierre Le Cor, au profit de pages versant dans une hétérosexualité franche ».

### Loti et ses parti-pris
Cette section ne s'appuie pas, ou pas assez, sur des sources secondaires ou tertiaires indépendantes du sujet. Le texte peut contenir des analyses inexactes ou inédites de sources primaires.
Pour l'améliorer, ajoutez-en, ou placez des modèles {{Source secondaire souhaitée}} ou {{Source secondaire nécessaire}} sur les passages mal sourcés. (août 2022)
Comme beaucoup de ses contemporains élevés dans la détestation des « levantins », Loti était turcophile, hellénophobe, arménophobe, antisémite et russophobe[réf. nécessaire]. En 1894, il publie Jérusalem, à la suite d'un voyage en Palestine ottomane. Il y évoque « des vieillards à l'expression basse, rusée, ignoble » qui vivent « dans ce cœur de la juiverie » et des habitants marqués par l'« indélébile stigmate d'avoir crucifié Jésus »[source secondaire nécessaire]. « Ces propos antisémites très sulfureux […] sont, hélas !, d’époque… ». En 1918, il publie Les Massacres d'Arménie, un plaidoyer déchargeant des Turcs de la responsabilité des génocides arménien et grec pontique, qui mobilise la Saint-Barthélemy, l'animosité russe, les guerres balkaniques et l'amitié sans faille de la Turquie avec la France.

## Œuvres
- 1879 : Aziyadé, publié sans nom d'auteur [lire sur Wikisource]
- 1880 : Le Mariage de Loti [lire sur Wikisource] Roman autobiographique écrit en 1872 et publié anonymement en 1880 sous le titre Rarahu.
- 1881 : Le Roman d'un spahi [lire sur Wikisource] Premier roman signé Pierre Loti.
- 1882 : Le Mariage de LotiNouveau titre du roman de 1880, Rarahu.
- 1882 : Fleurs d'ennui [lire sur Wikisource] Recueil de nouvelles (Pasquala Ivanovitch, Suleïma, Voyage au Monténégro).
- 1883 :
  - Trois journées de guerre en Annam [lire sur Wikisource]
  - Mon frère Yves [lire sur Wikisource]
- 1884 : Les Trois Dames de la Kasbah [lire sur Wikisource]
- 1886 : Pêcheur d'Islande [lire sur Wikisource]
- 1887 :
  - Madame Chrysanthème [lire sur Wikisource]
  - Propos d'exil [lire sur Wikisource]
- 1889 :
  - Japoneries d'automne [lire sur Wikisource]
  - Au Maroc [lire sur Wikisource]
- 1890 : Le Roman d'un enfant [lire sur Wikisource]
- 1891 :
  - Le Livre de la pitié et de la mort[42] [lire sur Wikisource]
  - Fantôme d'Orient [lire sur Wikisource]  prolongement d'Aziyadé.
- 1892 :
  - Constantinople en 1890 [lire sur Wikisource]
  - Matelot [lire sur Wikisource]
  - Discours de réception à L' Académie française [lire sur Wikisource]
- 1893 :
  - L'Exilée [lire sur Wikisource]
  - Préface de Du côté de chez nous de Frédéric Arthur Chassériau (1865-1955)
- 1895 :
  - La Grotte d'Isturitz [lire sur Wikisource]
  - Le Désert [lire sur Wikisource]
  - Jérusalem [lire sur Wikisource]
- 1896
  - La Galilée [lire sur Wikisource]
  - La Mosquée verte [lire sur Wikisource]
- 1897 :
  - Ramuntcho [lire sur Wikisource]
  - Figures et choses qui passaient [lire sur Wikisource]
- 1898 :
  - L'Île du rêve [lire sur Wikisource]
  - Judith Renaudin [lire sur Wikisource]
  - Rapport sur les prix de vertu [lire sur Wikisource]
- 1899 :
  - Reflets sur la sombre route [lire sur Wikisource]
  - Préface de Deuil de fils de Frédéric Arthur Chassériau
- 1902 : Les Derniers Jours de Pékin [lire sur Wikisource]
- 1903 : L'Inde sans les Anglais [lire sur Wikisource]
- 1904 :
  - Vers Ispahan [lire sur Wikisource]
  - Traduction, avec Émile Vedel, du Roi Lear de Shakespeare
- 1905 : La Troisième Jeunesse de Madame Prune [lire sur Wikisource]
- 1906 : Les Désenchantées [lire sur Wikisource]
- 1907 : Vies de deux chattes [lire sur Wikisource]
- 1908 : Ramuntcho (théâtre) [lire sur Wikisource]
- 1909 :
  - La Mort de Philæ[43] [lire sur Wikisource]
  - Les pagodes d'or [lire sur Wikisource]
- 1910 : Le Château de la Belle-au-Bois-Dormant [lire sur Wikisource]
- 1911 :
  - Pêcheur d'Islande (théâtre) [lire sur Wikisource]
  - La Fille du ciel [lire sur Wikisource]
- 1912 : Un pèlerin d'Angkor [lire sur Wikisource]
- 1913 : Turquie agonisante [lire sur Wikisource]
- 1915 :
  - La Grande Barbarie[44]
  - À Soissons [lire sur Wikisource]
- 1916 : La Hyène enragée [lire sur Wikisource]
- 1917 :
  - Quelques aspects du vertige mondial [lire sur Wikisource]
  - L'Outrage des barbares [lire sur Wikisource]
- 1918 :
  - Court intermède au milieu de l'horreur [lire sur Wikisource]
  - L'Horreur allemande [lire sur Wikisource]
  - Les Massacres d'Arménie [lire sur Wikisource]
- 1919 :
  - Les Alliés qu'il nous faudrait [lire sur Wikisource]
  - Mon premier grand chagrin[45]
  - Prime Jeunesse [lire sur Wikisource]
- 1920 : La Mort de notre chère France en Orient [lire sur Wikisource]
- 1921 : Suprêmes visions d'Orient [lire sur Wikisource]En collaboration avec son fils Samuel Viaud.
- 1927 : La maison des aïeules suivi de Mademoiselle Anna très humble poupée avec illustrations d'André Hellé [lire sur Wikisource]

### Journal intime
- 1923 : Un jeune officier pauvre [lire sur Wikisource]Fragments du journal publiés par son fils Samuel Viaud.
- 1925 : Journal intime, 1878-1881, première partie
- 1929 : Journal intime, 1882-1885, deuxième partie et Correspondance inédite, 1865-1904
- Cette éternelle nostalgie, journal intime, extraits (1878-1911) (La Table Ronde, Paris, 1997)
- Soldats bleus, journal intime, 1914-1918 (La Table Ronde, 1998)
- Journal intime 1868-1878, Tome I, éd. Alain Quella-Villéger, Bruno Vercier (Les Indes savantes, Paris, 2006)[46]
- Journal intime 1879-1886, tome II, éd. Alain Quella-Villéger, Bruno Vercier (Les Indes savantes, Paris, 2008)[46]
- Journal intime 1887-1895, tome III, éd. Alain Quella-Villéger, Bruno Vercier (Les Indes savantes, Paris, 2012)[46]
- Journal intime 1896-1902, tome IV, éd. Alain Quella-Villéger, Bruno Vercier (Les Indes savantes, Paris, 2016)[46]
- Journal intime 1903-1913, tome V, éd. Alain Quella-Villéger, Bruno Vercier (Les Indes savantes, Paris, 2017)[46].

### Correspondance
- 1924 : Lettres à Juliette Adam (1880-1922) [lire sur Wikisource]
- Correspondance théâtrale inédite avec André Antoine, présentée par Guy Dugas (éd. W. Théry, Alluyes, 2000)
- Mon mal, j’enchante. Lettres d’ici et d’ailleurs (1866-1906), présentées par Alain Quella-Villéger, Bruno Vercier (La Table Ronde, 2023)

## Hommages et mémoire

### Prix Pierre-Loti
Le prix Pierre-Loti, créé en 2007, récompense chaque année le meilleur récit de voyage publié l'année précédente. Les lauréats successifs sont :
- 2007 : Philippe Sauve, Siberia, 3 800 kilomètres en canoë du lac Baïkal à l'océan Arctique, Presses de la Renaissance, 2006
- 2008 : Bruno Paulet, Mémoires des sables : en Haute-Asie sur la piste oubliée d'Ella Maillart et Peter Fleming, éditions Olizane
- 2009 : Nicole Bouyala, Cargo solo, éditions Pimientos, 2008
- 2010 : Ludovic Hubler, Le Monde en stop, cinq années à l'école de la vie, éditions Géorama, 2009
- 2011 : Florent Chavouet, Manabe Shima, éditions Philippe Picquier, 2010
- 2012 : Corentin de Chatelperron, L'Aventure de Tara Tari, Bangladesh-France sur un voilier en toile de jute, éditions La Découvrance
- 2013 : Reno et Pierre Marca, Journal de la Mer d'Arabie - du Yemen à l'Inde dans le sillage des dhows, éditions La Martinière
- 2014 : Jean-Christophe Rufin, Immortelle Randonnée - Compostelle malgré moi, éditions Guérin et avec photos éditions Gallimard
- 2015 : Philippe Bichon, Carnet de route, Éthiopie, Bleu éditions
- 2016 : Jean-Yves Simon, Voyages d’encre, carnets de Chine 2005-2013, éditions Akinomé
- 2017 : Tanneguy Gaulier, L'Âme du Gange, éd. Transboréal[47]
- 2018 : Kim Hoang, Magadan, seul à moto jusqu’au bout de la Sibérie, éd. de l’Aire[48]

### Numismatique et philatélie
Pierre Loti figure sur cinq timbres : deux en France, le premier datant de 1937, le second datant de 2023, un émis à Saint-Pierre-et-Miquelon en 1969 et deux émis en Polynésie française en 1973 et 1995. Un timbre des TAAF (Terres australes et antarctiques françaises) émis en 2001 montre un petit bateau de nom Ramuntcho.
Son effigie figure à l'avers d'une pièce de 10 € en argent éditée en 2012 par la Monnaie de Paris, pour la collection « Les Euros des régions » afin de représenter Poitou-Charentes, sa région natale.

### Ventes
- Depuis 1923, plusieurs ventes des biens mobiliers de l'écrivain ont eu lieu comme en 1980 celle causée par la mort d'Elsie Loti-Viaud, veuve de son seul fils légitime, Samuel.
- La collection de lettres, documents, dessins, et photographies de Loti appartenant à Louis Barthou et Alice Barthou[f] a été vendue à Paris le 20 octobre 1999[g].
- Le manuscrit autographe de son Journal, constitué d'environ 5 000 feuillets écrits de 1868 à 1918, classés par semestres et incluant toutes sortes de documents annexes, issu de la succession de sa belle-fille, resta aux mains de ses héritiers avant d'être mis en vente le 23 novembre 2007 à Drouot. Invendu, ce document resta en France et fut finalement acquis par la ville de Rochefort en octobre 2008 avec l'aide de l'État (Alain Quella-Villéger, op. cit, p. 22 et 24).

### Odonymes
Plusieurs rues et écoles en France ont été nommées en son honneur, notamment à Rennes, Brest, Toulouse et à Villeurbanne. Il existe aussi une avenue Pierre-Loti à Paris dans le Champ de Mars.

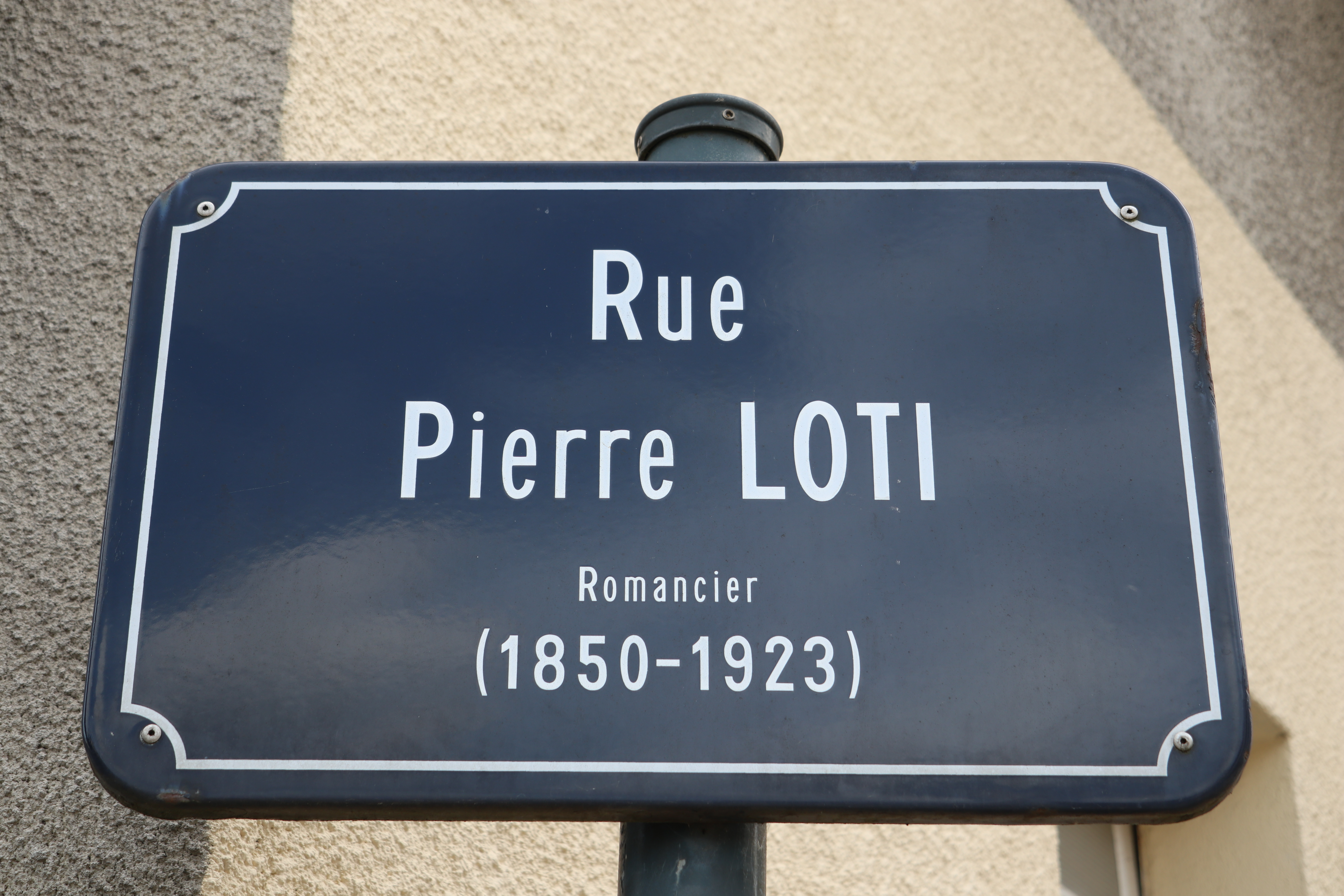
Plaque de la rue Pierre Loti à Rennes
Fresque rue Pierre Loti à Brest
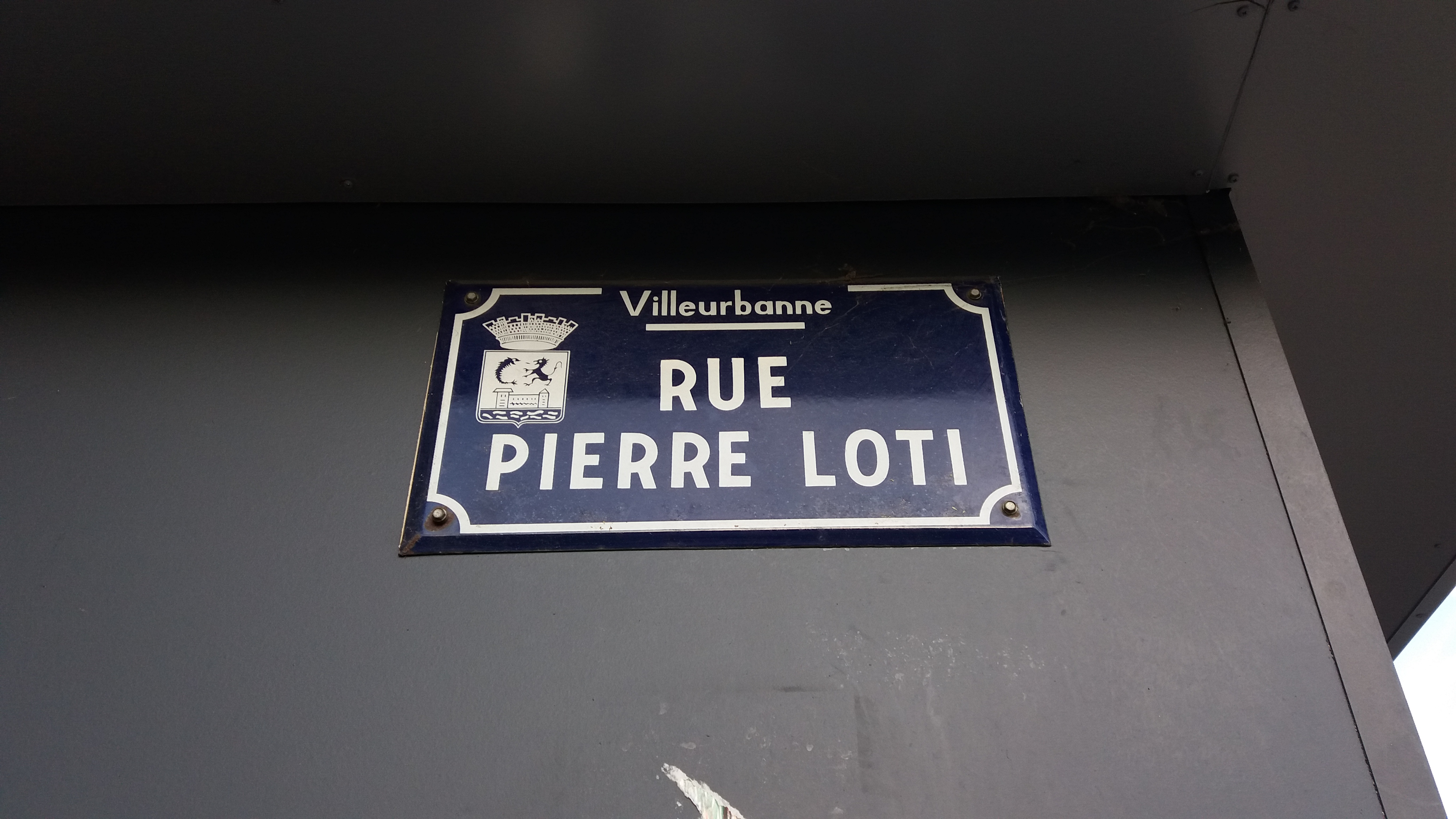
Plaque de la rue Pierre Loti à Villeurbanne
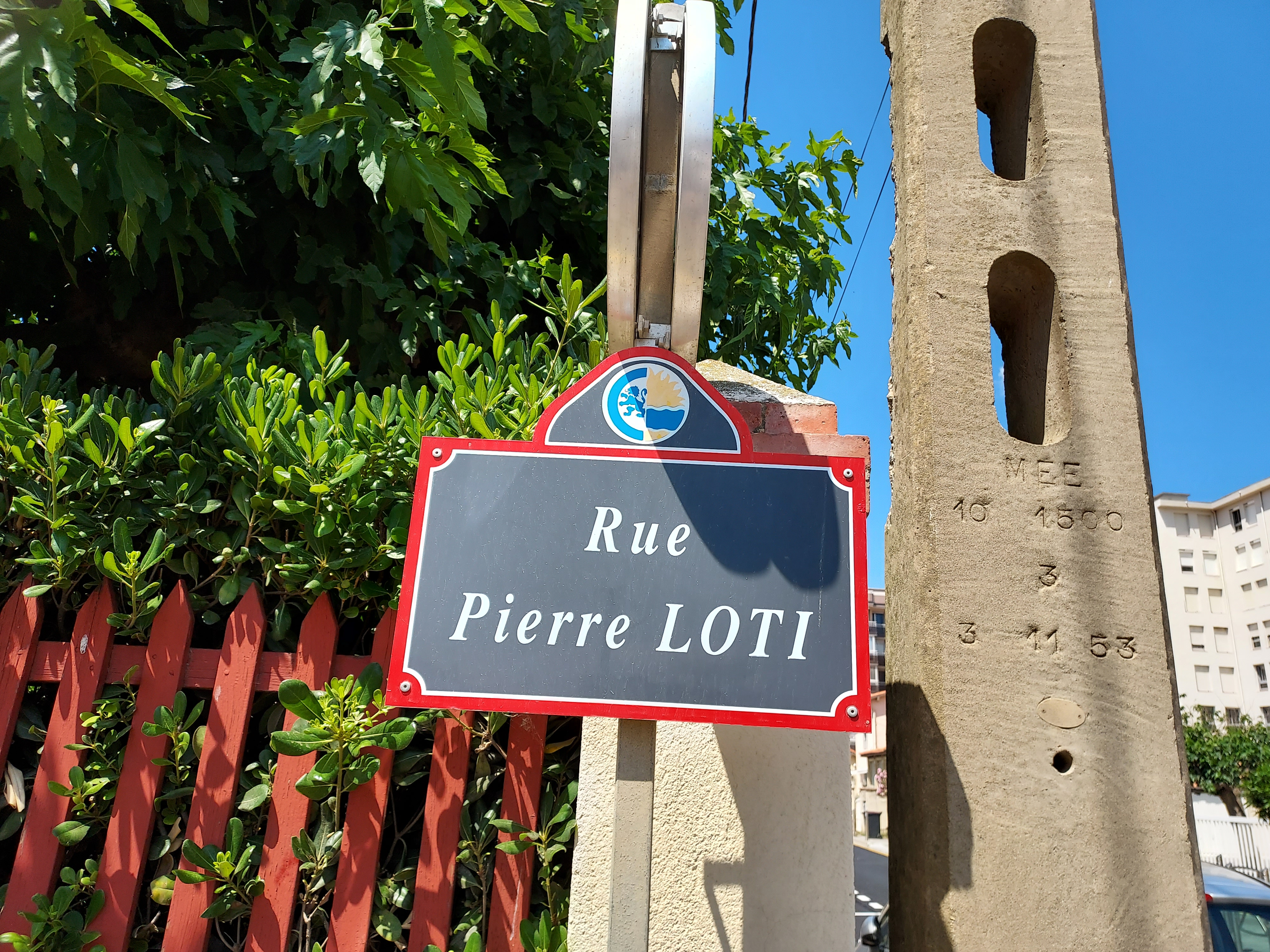
Plaque de la rue Pierre Loti à Canet-en-Roussillon
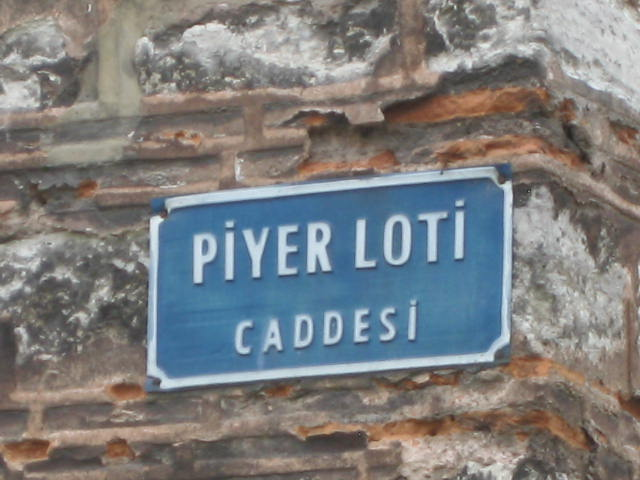
Avenue Pierre Loti à Istanbul

### Monographies
- Reşit Saffet Atabinen, Pierre Loti, héroïque ami des Turcs, Istanbul, Association culturelle franco-turque, 1950.
- Lesley Blanch, Pierre Loti, Seghers, 1986 (Traduit de l'anglais par Jean Lambert) ; réédition Pierre Loti l'évadé, Le Passeur éditeur, 2023.
- Olivier Bleys, L'Épître à Loti, Coll. Autres Ciels VI, L'Escampette, 2003.
- Alain Buisine, Tombeau de Loti, Aux Amateurs de livres, 1988.
- Alain Buisine, Pierre Loti : l'écrivain et son double (Tallandier, coll. Figures de proue, 1998).
- Olivier Delahaye, Pierre Loti à Rochefort - Le temple d'une vie, Editions Belin 2014.
- Jehan Despert, Aziyadé, le douloureux amour de Pierre Loti, éditions La Malle aux Livres et La Lucarne Ovale, 1995.
- Faruk Ersöz, À Stamboul avec Pierre Loti, İstanbul, Ünlem, 1998.
- Claude Farrère, Loti, Paris, Flammarion, 1930.
- Claude Farrère, Cent Dessins de Pierre Loti, Arrault, 1948, 2 500 ex. sur vélin numérotés, archives pers.).
- Marc Hélys, Le Secret des Désenchantées, s.n., 1923.
- Daniel Hervé, Christian Genet, Pierre Loti l'enchanteur, Ch. Genet, Gémozac, 1988[52]
- (en) Alec Gordon Hargreaves, The Colonial experience in French fiction: A study of Pierre Loti, Ernest Psichari, and Pierre Mill, Londres, MacMillan, 1981.
- Yves La Prairie, Le Vrai Visage de Pierre Loti, éditions L'Encre de Marine, 1995.  (ISBN 9782841411726).
- Comte Léon Ostroróg, Pierre Loti à Constantinople, 1927, mémoire d'un émigré polonais dans l'Empire ottoman.
- Alain Quella-Villéger, Pierre Loti l'incompris, Presses de la Renaissance, 1986
- Alain Quella-Villéger, La Politique méditerranéenne de la France, 1870-1923. Un témoin, Pierre Loti, Paris, L'Harmattan, 1992.
- Alain Quella-Villéger, Pierre Loti, le pèlerin de la planète, éd. Aubéron, Bordeaux, 1999[53], 2005 (Nouvelle édition augmentée)
- Alain Quella-Villéger, Istanbul. Le regard de Pierre Loti , (une soixantaine de photographies de Pierre Loti, textes rassemblés par l'auteur), Casterman 1992  (ISBN 9782203602045). Réédition : Renaissance du Livre, coll. Esprit des lieux, 1997  (ISBN 2804601234).
- Alain Quella-Villéger, Chez Pierre Loti : une maison d'écrivain-voyageur, éd. Aubéron, Bordeaux, 2008;
- Alain Quella-Villéger et Bruno Vercier, Pierre Loti dessinateur - une œuvre au long cours, éd. Bleu autour, 2009[54] (Grand prix de l'Académie de marine 2011).
- Alain Quella-Villéger et Bruno Vercier, Pierre Loti photographe, éd. Bleu autour, 2012.
- Basile B. Rafter, La Femme dans l'œuvre de Pierre Loti, Paris, Presses universitaires de France, 1938.
- Nicolas Serban, Pierre Loti. Sa vie, son œuvre, Paris, Les Presses françaises, 1924 (préface de Louis Barthou).
- Irene Szyliowicz, Pierre Loti and the Oriental Woman, Londres, Macmillan, 1988.
- Dolores Toma, Pierre Loti : le voyage, entre la féérie et le néant, avec une préface de François Moureau, L'Harmattan, 2008.
- F. de Vaux de Foletier et H. Talvart, Pierres et paysages des Pyrénées, 1926, livre qui se termine par un poème en hommage à Pierre Loti.
- (en) Robert D. Craig, « Loti, Pierre (1850-1923) », dans Historical Dictionary of Polynesia, Rowman & Littlefield, 2011, 440 p. (lire en ligne), p. 153

#### Articles
- Chantal Edel, « Les frères Viaud en bonne société », Reportages no 89, 6 mars 1989, p. 102 à 105.
- Chrisian Genet, « Pierre Loti », art. in Nos Deux-Charentes en cartes postales anciennes, no 39, 42, 44, 45, éd. C. Genest, Gémozac, 1987 (?)[55]
- Agnès Claverie, « Tout savoir sur Pierre Loti », Sud-Ouest, 10 février 1995.
- Michel Crépu, « Les lieux de Pierre Loti », L'Express, 13 août 1998, p. 72 et 73.
- Valérie Cadet, « L'ailleurs de Loti », Le Monde, 13 septembre 1996.
- Orhan Koloğlu, « La campagne de Pierre Loti en faveur de la Turquie pendant la guerre d'Indépendance », dans Paul Dumont et Jean-Louis Bacqué-Grammont (dir.), La Turquie et la France à l'époque d'Atatürk, Paris, ADET, 1981, p. 57–75.
- Pierre-Robert Leclercq, « Loti hors de sa légende », Le Monde 9 juillet 1999.
- Anne Foster, « Pierre Loti, romancier et voyageur », Gazette de l'Hôtel Drouot, 13 octobre 1999[56].
- Michel Braudeau, « Les Fantaisies de Pierre Loti », Le Monde, 28-29 juillet 2003[57].
- Bertrand Galimard-Flavigny, « La mystification des désenchantées », La Gazette de l'Hôtel Drouot, no 24, 20 juin 2003, p. 212 et 213.
- Rachel Bouvet, « Laissez-passer pour Le désert de Loti : de la relecture aux frontières de l’altérité et de l’illisible », Études françaises, vol. 40, no 1,‎ 2004, p. 149-168 (lire en ligne).
- Laurent Bertagnolio, « Bien Loti à Rochefort », La Nouvelle République du Centre-Ouest, 7 août 2006.
- Fañch Postic, « Loti chez son frère Yves : Les séjours de l'écrivain à Rosporden à la fin du XIXe siècle », ArMen, Quimper, Éditions du Chasse-Marée, no 132,‎ janvier-février 2003, p. 42-49 (ISSN 0297-8644)
- Jacques Perot, Une Confolentaise chez Pierre Loti, Louise Leulier alias Louis de Reullie, Les Amis du Vieux Confolens, no 103, juin 2009, p. 22-35.

### Émission télévisée
- Thalassa de Georges Pernoud, en direct de la maison de Pierre Loti à Rochefort le 17 février 1995, France 3.

### Expositions
- Pierre Loti et ses ports, organisée par Jean Nonin à Rochefort-sur-Mer en 1987
- Pierre Loti photographe, château de La Roche-Courbon à Saint-Porchaire (Charente-Maritime), 2002
- Pierre Loti, Fantômes d'Orient: exposition enrichie d'une sélection de dessins de Loti, musée de la vie romantique, hôtel Scheffer-Renan, Paris, 2006
- Rapa Nui - l'île de Pâques (dessins de Loti), Fondation EDF, Paris, 2008-209
- Pierre Loti - dessinateur au long cours (expos. de plus de 200 dessins), musée Anne-de-Beaujeu, Moulins
- Cent dessins de Pierre Loti, Musée national de la Marine, Paris, 1982
- Pierre Loti photographies, musée national de la Marine, Brest, 2011
- Installation J'arrive, j'aime, je m'en vais, Pierre Loti, l'ambigu exotique[58], musée du Quai Branly 25 juin-29 septembre 2013
- Pierre Loti et L’Agonie de l’Euskal Herria[59], Musée basque de Bayonne, du 18 janvier 2024 au 1er septembre 2024.